# Шавыркин, Валерий Васильевич
Шавыркин Валерий Васильевич (род. 3 октября 1951, село Новотроицкое, Бейский район, Хакасская автономная область) — российский государственный и общественный деятель, предприниматель. Заслуженный работник сельского хозяйства Российской Федерации. Первый председатель Верховного Совета Республики Хакасия с 30 января по 2 февраля 1992 года.

## Биография
Родился 3 октября 1951 года в селе Новотроицкое Бейского района Хакасской автономной области. После школы работал слесарем-аккумуляторщиком Бейского совхоза. Окончив в 1974 году Красноярский сельскохозяйственный институт — главным ветеринарным врачом совхоза «Озерный», директором совхоза «Восток» Ширинского района Хакасии. В 1983—1986 годах — начальник управления сельского хозяйства, председатель Орджоникидзевского райисполкома. В 1986—1991 годы — начальник отдела, заместитель председателя Хакасского облагрокомитета, первый заместитель, генеральный директор агрокомбината «Хакасия». Избирался депутатом Красноярского краевого Совета и депутатом Хакасского областного Совета в 1990 году.
В 1991 году принял участие в первых выборах Верховного Совета Хакасской советской социалистической республики, преобразованной на первой сессии 29 января 1992 года в Республику Хакасия. В тот же день был избран Председателем Верховного Совета Республики Хакасия (за него проголосовали 53 из 86 присутствующих на сессии депутатов). На следующий день были организованы пикеты и демонстрации представителей титульного населения республики. В заявлении, которое зачитал депутат А. С. Асочаков, итоги голосования были названы «оскорблением хакасского народа и попранием его прав». 4 февраля В. В. Шавыркин заявил об отставке, которая была принята депутатами.
Работал директором смешанного товарищества «Шверово», ТОО «Хак-Азия», президентом ассоциации «Золото Енисея». В 1997—2004 годах — заместитель председателя правительства Республики Хакасия — полномочный представитель председателя правительства в Верховном совете Республики Хакасия. В 2000 году окончил Российскую академию госслужбы при Президенте РФ. В 2004—2013 годах — депутат Верховного Совета Республики Хакасия четвертого и пятого созывов.
В последние годы — заместитель генерального директора ЗАО Золотодобывающая компания «Золотая звезда».
Заслуженный работник сельского хозяйства Российской Федерации. Имеет благодарность Президента РФ, награждён медалями, Почетной грамотой Совета Федерации Федерального Собрания Российской Федерации, Почетной грамотой Верховного Совета Республики Хакасия.
Живёт в Абакане.